# Campeonato Catarinense de Futebol de 2020 - Série A
O Campeonato Catarinense de Futebol da Série A de 2020, ou Catarinão 2020, foi a 95ª edição da principal divisão do futebol catarinense. Em 16 de março, a Federação Catarinense de Futebol suspendeu o campeonato por tempo indeterminado devido à recente pandemia de COVID-19. O campeonato foi retomado no dia 8 de Julho e foi o 2º campeonato estadual a retornar, atrás apenas do carioca. Porém após os jogos de ida das Quartas de final, diversos integrantes do elenco e comissão técnica dos clubes testaram positivo para o COVID-19 e os jogos foram adiados novamente,só que dia 26 de julho o governo estadual libera novamente os jogos do campeonato.

## Regulamento
Conforme a forma aprovada, o Catarinense Série A 2020 será disputado em quatro fases: inicial, quartas de finais, semifinais e finais. Na 1ª fase os clubes se enfrentarão no sistema de pontos corridos somente em turno. Após as nove rodadas os oito primeiros colocados estarão classificados para 2ª Fase – quartas de finais. O 1º colocado enfrentará o 8º, o 2º encara o 7º, o 3º colocado pegará o 6º e o 4º colocado enfrentará o 5º classificado.
A partir da 2ª fase das equipes classificadas se enfrentarão no sistema de confronto eliminatório, em jogos de ida e volta, os populares e emocionantes mata-matas até a definição do campeão! Nas fases de confronto eliminatório os critérios serão: número de pontos, saldo de gols e decisão por pênaltis. O campeão e o vice disputarão a Copa do Brasil de 2021.

### Rebaixamento
Com a nova forma de disputa do Catarinense Série A, para 2021 somente um clube será rebaixado. As equipes que após a 1ª fase ficarem na 9ª e 10ª posições se enfrentarão também em confronto eliminatório, jogos de ida e volta, para definir a equipe rebaixada.
No mata-mata do rebaixamento a equipe que somar mais pontos ao final da partida de volta segue na Série A. Em caso de empate em número de pontos, a equipe com melhor saldo de permanece na elite. Persistindo o empate no saldo de gols a equipe mandante da partida de volta fica na Série A.

## Equipes participantes
| Equipe        | Cidade         | Em 2019      | Estádio                            | Capacidade | Títulos (Último) |
| ------------- | -------------- | ------------ | ---------------------------------- | ---------- | ---------------- |
| Avaí          | Florianópolis  | 1º           | Ressacada                          | 17 800     | 17 (2019)        |
| Figueirense   | Florianópolis  | 3º           | Orlando Scarpelli                  | 19 584     | 18 (2018)        |
| Brusque       | Brusque        | 6º           | Augusto Bauer                      | 5 000      | 1 (1992)         |
| Chapecoense   | Chapecó        | 2º           | Arena Condá                        | 20 089     | 6 (2017)         |
| Criciúma      | Criciúma       | 4º           | Heriberto Hülse                    | 19.225     | 10 (2013)        |
| Concórdia     | Concórdia      | 2º (Série B) | Domingos Machado de Lima           | 5 000      | -                |
| Juventus[a]   | Jaraguá do Sul | 3º (Série B) | João Marcatto                      | 10 270     | -                |
| Joinville     | Joinville      | 7º           | Arena Joinville                    | 20 160     | 12 (2001)        |
| Tubarão       | Tubarão        | 8º           | Estádio Domingos Silveira Gonzales | 5 000      | -                |
| Marcílio Dias | Itajaí         | 5º           | Hercílio Luz                       | 6 010      | 1 (1963)         |

a. ^  O Juventus está confirmado na 1ª Divisão do Campeonato Catarinense após a desistência do Almirante Barroso. 

## Estádios
| Chapecoense | Joinville | Criciúma | Avaí                               |
| --- | --- | --- | ---------------------------------- |
| Arena Condá | Arena Joinville | Heriberto Hülse | Ressacada                          |
| Capacidade: 20 089 | Capacidade: 20 160 | Capacidade: 19.225 | Capacidade: 17 800                 |
| | | |                                    |
| Figueirense | \| Florianópolis Florianópolis: Avaí Figueirense Tubarão Concórdia Brusque Chapecoense Juventus de Jaraguá Criciúma Marcílio Dias JoinvilleLocalização da sede dos clubes no estado. \| | \| Florianópolis Florianópolis: Avaí Figueirense Tubarão Concórdia Brusque Chapecoense Juventus de Jaraguá Criciúma Marcílio Dias JoinvilleLocalização da sede dos clubes no estado. \| | Concórdia                          |
| Orlando Scarpelli | \| Florianópolis Florianópolis: Avaí Figueirense Tubarão Concórdia Brusque Chapecoense Juventus de Jaraguá Criciúma Marcílio Dias JoinvilleLocalização da sede dos clubes no estado. \| | \| Florianópolis Florianópolis: Avaí Figueirense Tubarão Concórdia Brusque Chapecoense Juventus de Jaraguá Criciúma Marcílio Dias JoinvilleLocalização da sede dos clubes no estado. \| | Domingos Machado de Lima           |
| Capacidade: 19 584 | \| Florianópolis Florianópolis: Avaí Figueirense Tubarão Concórdia Brusque Chapecoense Juventus de Jaraguá Criciúma Marcílio Dias JoinvilleLocalização da sede dos clubes no estado. \| | \| Florianópolis Florianópolis: Avaí Figueirense Tubarão Concórdia Brusque Chapecoense Juventus de Jaraguá Criciúma Marcílio Dias JoinvilleLocalização da sede dos clubes no estado. \| | Capacidade: 5 000                  |
| | \| Florianópolis Florianópolis: Avaí Figueirense Tubarão Concórdia Brusque Chapecoense Juventus de Jaraguá Criciúma Marcílio Dias JoinvilleLocalização da sede dos clubes no estado. \| | \| Florianópolis Florianópolis: Avaí Figueirense Tubarão Concórdia Brusque Chapecoense Juventus de Jaraguá Criciúma Marcílio Dias JoinvilleLocalização da sede dos clubes no estado. \| |                                    |
| Brusque | \| Florianópolis Florianópolis: Avaí Figueirense Tubarão Concórdia Brusque Chapecoense Juventus de Jaraguá Criciúma Marcílio Dias JoinvilleLocalização da sede dos clubes no estado. \| | \| Florianópolis Florianópolis: Avaí Figueirense Tubarão Concórdia Brusque Chapecoense Juventus de Jaraguá Criciúma Marcílio Dias JoinvilleLocalização da sede dos clubes no estado. \| | Tubarão                            |
| Augusto Bauer | \| Florianópolis Florianópolis: Avaí Figueirense Tubarão Concórdia Brusque Chapecoense Juventus de Jaraguá Criciúma Marcílio Dias JoinvilleLocalização da sede dos clubes no estado. \| | \| Florianópolis Florianópolis: Avaí Figueirense Tubarão Concórdia Brusque Chapecoense Juventus de Jaraguá Criciúma Marcílio Dias JoinvilleLocalização da sede dos clubes no estado. \| | Estádio Domingos Silveira Gonzales |
| Capacidade: 5 000 | \| Florianópolis Florianópolis: Avaí Figueirense Tubarão Concórdia Brusque Chapecoense Juventus de Jaraguá Criciúma Marcílio Dias JoinvilleLocalização da sede dos clubes no estado. \| | \| Florianópolis Florianópolis: Avaí Figueirense Tubarão Concórdia Brusque Chapecoense Juventus de Jaraguá Criciúma Marcílio Dias JoinvilleLocalização da sede dos clubes no estado. \| | Capacidade: 5 000                  |
| | \| Florianópolis Florianópolis: Avaí Figueirense Tubarão Concórdia Brusque Chapecoense Juventus de Jaraguá Criciúma Marcílio Dias JoinvilleLocalização da sede dos clubes no estado. \| | \| Florianópolis Florianópolis: Avaí Figueirense Tubarão Concórdia Brusque Chapecoense Juventus de Jaraguá Criciúma Marcílio Dias JoinvilleLocalização da sede dos clubes no estado. \| |                                    |
| | Marcílio Dias | Juventus de Jaraguá |                                    |
| Hercílio Luz | João Marcatto | |                                    |
| Capacidade: 6 010 | Capacidade: 5 270 | |                                    |
| | | |                                    |
| Florianópolis Florianópolis: Avaí Figueirense Tubarão Concórdia Brusque Chapecoense Juventus de Jaraguá Criciúma Marcílio Dias JoinvilleLocalização da sede dos clubes no estado. | | |                                    |

## Fase Final
|  | Quartas de final    | Quartas de final | Quartas de final | Quartas de final |       |                     | Semifinais      | Semifinais      | Semifinais      | Semifinais      |  |             | Final              | Final              | Final              | Final              |  |  |
|  | 8 a 30 de julho     | 8 a 30 de julho  | 8 a 30 de julho  | 8 a 30 de julho  |       |                     | 2 a 5 de agosto | 2 a 5 de agosto | 2 a 5 de agosto | 2 a 5 de agosto |  |             | 9 a 13 de setembro | 9 a 13 de setembro | 9 a 13 de setembro | 9 a 13 de setembro |  |  |
|  |                     |                  |                  |                  |       |                     |                 |                 |                 |                 |  |             |                    |                    |                    |                    |  |  |
|  | Chapecoense         | 2                | 1                | 3                |       |                     |                 |                 |                 |                 |  |             |                    |                    |                    |                    |  |  |
|  | Avaí                | 0                | 1                | 1                |       |                     |                 |                 |                 |                 |  |             |                    |                    |                    |                    |  |  |
|  | Avaí                | 0                | 1                | 1                |       | Chapecoense (pen)   | 1               | 0               | 1 (4)           |                 |  |             |                    |                    |                    |                    |  |  |
|  |                     |                  |                  |                  |       | Chapecoense (pen)   | 1               | 0               | 1 (4)           |                 |  |             |                    |                    |                    |                    |  |  |
|  |                     | Criciúma         | 0                | 1                | 1 (2) |                     |                 |                 |                 |                 |  |             |                    |                    |                    |                    |  |  |
|  | Criciúma            | Criciúma         | 0                | 1                | 1 (2) | 0                   | 1               | 1               |                 |                 |  |             |                    |                    |                    |                    |  |  |
|  | Criciúma            |                  |                  |                  |       | 0                   | 1               | 1               |                 |                 |  |             |                    |                    |                    |                    |  |  |
|  | Marcílio Dias       | 0                | 0                | 0                |       |                     |                 |                 |                 |                 |  |             |                    |                    |                    |                    |  |  |
|  | Marcílio Dias       | 0                | 0                | 0                |       |                     |                 |                 |                 |                 |  | Chapecoense | 2                  | 1                  | 3                  |                    |  |  |
|  |                     |                  |                  |                  |       |                     |                 |                 |                 |                 |  | Chapecoense | 2                  | 1                  | 3                  |                    |  |  |
|  |                     | Brusque          | 0                | 0                | 0     |                     |                 |                 |                 |                 |  |             |                    |                    |                    |                    |  |  |
|  | Juventus de Jaraguá | Brusque          | 0                | 0                | 0     | 1                   | 4               | 5               |                 |                 |  |             |                    |                    |                    |                    |  |  |
|  | Juventus de Jaraguá |                  |                  |                  |       | 1                   | 4               | 5               |                 |                 |  |             |                    |                    |                    |                    |  |  |
|  | Figueirense         | 2                | 1                | 3                |       |                     |                 |                 |                 |                 |  |             |                    |                    |                    |                    |  |  |
|  | Figueirense         | 2                | 1                | 3                |       | Juventus de Jaraguá | 2               | 0               | 2               |                 |  |             |                    |                    |                    |                    |  |  |
|  |                     |                  |                  |                  |       | Juventus de Jaraguá | 2               | 0               | 2               |                 |  |             |                    |                    |                    |                    |  |  |
|  |                     | Brusque          | 3                | 0                | 3     |                     |                 |                 |                 |                 |  |             |                    |                    |                    |                    |  |  |
|  | Joinville           | Brusque          | 3                | 0                | 3     | 0                   | 1               | 1               |                 |                 |  |             |                    |                    |                    |                    |  |  |
|  | Joinville           |                  |                  |                  |       | 0                   | 1               | 1               |                 |                 |  |             |                    |                    |                    |                    |  |  |
|  | Brusque             | 1                | 2                | 3                |       |                     |                 |                 |                 |                 |  |             |                    |                    |                    |                    |  |  |

## Playoff do rebaixamento
| Equipe 1  | Total | Equipe 2 | 1.º jogo | 2.º jogo |
| --------- | ----- | -------- | -------- | -------- |
| Concórdia | 4 – 1 | Tubarão  | 2 – 0    | 2 – 1    |

## Final

### Partida de ida
| 9 de setembro | Chapecoense                   | 2 – 0          | Brusque | Arena Condá, Chapecó                                        |
| 21:30         | Luiz Otávio 21' · Joílson 73' | Súmula Borderô |         | Público: Portões fechados Árbitro: SC Diego da Costa Cidral |

### Partida de volta
| 13 de setembro | Brusque | 0 – 1          | Chapecoense       | Estádio Augusto Bauer, Brusque                                  |
| 16:00          |         | Súmula Borderô | 68' Anselmo Ramon | Público: Portões fechados Árbitro: SC Rodrigo D'Alonso Ferreira |

## Premiação
| Campeão da Série A do Campeonato Catarinense de 2020 |
| Chapecó                                              |
| ---------------------------------------------------- |
| Chapecoense Campeão (7º título)                      |

## Artilharia
Atualizado em 13 de setembro
| Gols | Jogador         | Time                |
| ---- | --------------- | ------------------- |
| 8    | Edu             | Brusque             |
| 6    | Thiago Alagoano | Brusque             |
| 5    | Marllon         | Juventus de Jaraguá |
| 4    | Carlos César    | Criciúma            |
| 4    | Geovane         | Juventus de Jaraguá |
| 4    | Luquinhas       | Joinville           |

## Públicos

### Maiores Públicos
Atualizado em 16 de março de 2020

### Média
As médias de público são calculadas manualmente, levando-se em conta o relatório oficial emitido pela FCF, disponíveis no site oficial.

Atualizado em 16 de março
| Pos. | Time                | Média | Total  | Mandos | Maior  | Menor | Arrecadação   | Ticket Médio |
| ---- | ------------------- | ----- | ------ | ------ | ------ | ----- | ------------- | ------------ |
| 1    | Figueirense         | 4 985 | 19 940 | 4      | 11 592 | 1 867 | R$ 449 017,00 | R$ 22,52     |
| 2    | Avaí                | 3 607 | 14 429 | 4      | 5 997  | 2 705 | R$ 249 604,00 | R$ 17,30     |
| 3    | Marcílio Dias       | 3 226 | 16 129 | 5      | 3 925  | 2 588 | R$ 330 460,00 | R$ 20,49     |
| 4    | Joinville           | 2 593 | 10 373 | 4      | 4 071  | 1 419 | R$ 206 725,00 | R$ 19,93     |
| 5    | Chapecoense         | 2 587 | 12 937 | 5      | 4 408  | 1 477 | R$ 229 030,00 | R$ 17,70     |
| 6    | Criciúma            | 2 332 | 11 661 | 5      | 2 918  | 1 361 | R$ 216 120,00 | R$ 18,53     |
| 7    | Brusque             | 2 208 | 8 833  | 4      | 2 810  | 1 841 | R$ 190 615,00 | R$ 21,58     |
| 8    | Juventus de Jaraguá | 1 708 | 6 831  | 4      | 2 605  | 1 275 | R$ 196 665,00 | R$ 28,80     |
| 9    | Tubarão             | 1 351 | 5 403  | 4      | 1 945  | 1 089 | R$ 101 340,00 | R$ 18,76     |
| 10   | Concórdia           | 864   | 3 454  | 4      | 1 453  | 336   | R$ 96 930,00  | R$ 28,06     |

## Técnicos
| Equipe        | Técnico                                                                       |
| ------------- | ----------------------------------------------------------------------------- |
| Avaí          | Augusto Inácio (1ª—5ª) Evando Camillato (interino) (6ª) Rodrigo Santana (7ª—) |
| Brusque       | Jersinho (1ª—)                                                                |
| Chapecoense   | Hemerson Maria (1ª—6ª) Umberto Louzer (7ª—)                                   |
| Criciúma      | Roberto Cavalo (1ª—)                                                          |
| Concórdia     | Celso Rodrigues (1ª—4ª) Emerson Cris (5ª—)                                    |
| Figueirense   | Márcio Coelho (1ª—)                                                           |
| Joinville     | Fabinho Santos (1ª—)                                                          |
| Juventus      | Jorginho (1ª—)                                                                |
| Marcílio Dias | Moisés Egert (1ª—)                                                            |
| Tubarão       | Pingo (1ª—9ª) Isaque Pereira (Playoff—)                                       |

### Mudança de Técnicos
| Clube       | Antecessor      | Motivo    | Data            | Última partida           | Rod | Pos | Sucessor        | Ref.          |
| ----------- | --------------- | --------- | --------------- | ------------------------ | --- | --- | --------------- | ------------- |
| Concórdia   | Celso Rodrigues | Demitido  | 3 de fevereiro  | Joinville 2–1 Concórdia  | 4ª  | 10° | Emerson Cris    | [ 9 ] [ 10 ]  |
| Avaí        | Augusto Inácio  | Demitido  | 14 de fevereiro | Ferroviária 2–0 Avaí     | 5ª  | 6°  | Rodrigo Santana | [ 11 ] [ 12 ] |
| Chapecoense | Hemerson Maria  | Demitido  | 16 de fevereiro | Chapecoense 1–1 Criciúma | 6ª  | 10° | Umberto Louzer  | [ 13 ] [ 14 ] |
| Tubarão     | Pingo           | Resignado | 19 de março     | Tubarão 1–3 Chapecoense  | 9ª  | 10° | Isaque Pereira  | [ 15 ] [ 16 ] |

## Transmissão
A NSC TV (afiliada da Rede Globo) detém todos os direitos de transmissão para a temporada de 2020 pela TV aberta.

### Jogos transmitidos pela NSC TV
- 2ª rodada - Atlético Tubarão 0–2 Figueirense - 26 de janeiro (Dom) - 16:00
- 4ª rodada - Figueirense 0–2 Avaí - 2 de fevereiro (Dom) - 16:00
- 5ª rodada - Avaí 0–1 Criciúma - 9 de fevereiro (Dom) - 16:00
- 6ª rodada - Avaí 2–1 Joinville - 16 de fevereiro (Dom) - 16:00
- 7ª rodada - Figueirense 0–0 Chapecoense - 1 de março (Dom) - 16:00
- 8ª rodada - Criciúma 0–0 Figueirense - 8 de março (Dom) - 16:00
- 9ª rodada - Figueirense 1–0 Brusque - 15 de março (Dom) - 16:00
- Quartas de final - Figueirense 1–4 Juventus - 29 de julho (Qua) - 21:30
- Semifinal (ida) - Juventus 2–3 Brusque - 2 de agosto (Dom) - 16:00
- Semifinal (volta) - Criciúma 1(2)–0(4) Chapecoense - 5 de agosto (Qua) - 21:30
- Final (ida) - Chapecoense 2–0 Brusque - 9 de setembro (Qua) - 21:30
- Final (volta) - Brusque 0–1 Chapecoense - 13 de setembro (Dom) - 16:00

### Transmissões por clubes
| Clube               | Total |
| ------------------- | ----- |
| Figueirense         | 6     |
| Brusque             | 4     |
| Chapecoense         | 4     |
| Avaí                | 3     |
| Criciúma            | 3     |
| Juventus de Jaraguá | 2     |
| Joinville           | 1     |
| Tubarão             | 1     |